# Love Songs (Billy Ray Cyrus)
Love Songs è un album di raccolta del cantante statunitense Billy Ray Cyrus, pubblicato nel 2008.

## Tracce
1. She's Not Cryin' Anymore
2. In the Heart of a Woman
3. I Am Here Now
4. Never Thought I'd Fall in Love with You
5. Only God (Could Stop Me Loving You)
6. Missing You
7. Three Little Words
8. A Heart with Your Name on It
9. Somebody New
10. Give My Heart to You
11. It Won't Be the Last
12. How Much